# Mexicana Cargo
Mexicana Cargo fue una aerolínea mexicana de carga, que operó desde 1980 hasta 1987. Era una subsidiaria de Mexicana de Aviación y operaba vuelos de carga en México,cuba y  Estados Unidos.

## Destinos

### Nacionales
- Cancún
- Guadalajara
- Ciudad de México
- Monterrey
- Tijuana

### Internacionales
- Chicago
- Los Ángeles
- Miami
- La Habana

## Flota
- 13 Douglas DC-8